# Alfred von Vollard-Bockelberg

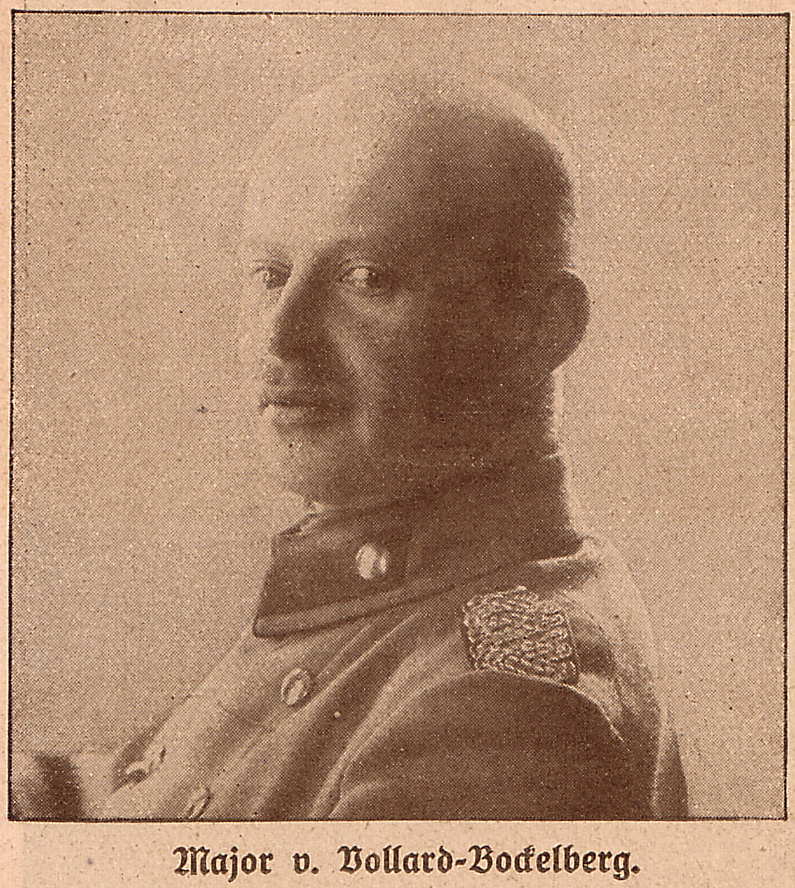
Alfred von Vollard-Bockelberg (1918)

Alfred Bernhard Karl Egon von Vollard-Bockelberg (* 18. Juni 1874 in Magdeburg; † 24. Juli 1945 für tot erklärt) war ein deutscher General der Artillerie sowie Chef des Heereswaffenamtes und zeitweise Militärbefehlshaber in verschiedenen Städten.

## Leben

### Herkunft
Alfred von Vollard-Bockelberg war der Sohn eines preußischen Generalmajor Egon von Vollard-Bockelberg (1849–1937) und dessen Ehefrau Elisabeth, geborene Gräfin von Schmettow (1849–1903), einer Tochter des Politikers Bernhard Gottfried Emil Graf von Schmettow (1818–1889). Der Landrat Friedrich von Bockelberg-Vollard war sein Onkel.

### Militärkarriere
Nach seiner Kadettenausbildung trat er am 17. März 1894 als Sekondeleutnant in das 2. Garde-Feldartillerie-Regiment in Potsdam ein.
Mit Ausbruch des Ersten Weltkriegs diente er im 2. Pommerschen Feldartillerie-Regiment Nr. 17 als Hauptmann und wurde am 28. November 1914 zum Major befördert. In der Folgezeit war er als Generalstabsoffizier tätig und wurde Anfang 1918 Abteilungschef beim Chef des Generalstabes des Feldheeres.
Nach Kriegsende in die Reichswehr übernommen, wurde Vollard-Bockelberg am 1. Oktober 1920 zum Oberstleutnant befördert und als Regimentskommandeur und Generalstabsoffizier im Gruppenkommando 2 in Kassel eingesetzt. Diese Stellung hatte er bis Mitte 1922 inne und wurde anschließend zum Kommandeur im 2. (Preußisches) Artillerie-Regiment in Güstrow ernannt. Am 1. Februar 1923 erfolgte dort seine Beförderung zum Oberst. Vom 1. Oktober 1924 bis 30. September 1926 war Vollard-Bockelberg Chef des Stabes des Gruppenkommandos 2 und wurde anschließend in das Reichswehrministerium nach Berlin versetzt. Dort war er bis Mitte 1929 Inspekteur der Verkehrstruppen und wurde zwischenzeitlich am 1. November 1927 zum Generalmajor befördert.
Nach seiner Beförderung zum Generalleutnant am 1. April 1929 war er vom 1. Juni 1929 bis zu seiner Verabschiedung in den Ruhestand am 31. Dezember 1933 Chef des Heereswaffenamtes im Reichswehrministerium. Am 1. Oktober 1933 erfolgte noch seine Beförderung zum General der Artillerie.
Nach seinem Ausscheiden aus dem aktiven Militärdienst gehörte Vollard-Bockelberg ab 1934 dem vierköpfigen Vorstand der Braunkohle-Benzin AG an. Dieses Unternehmen war auf die synthetische Treibstofferzeugung ausgerichtet, seit 1937 das bedeutendste Treibstoffunternehmen in Deutschland und maßgeblich an der Erfüllung des Vierjahresplanes beteiligt.
Mit Beginn des Zweiten Weltkriegs wurde Vollard-Bockelberg zur Verfügung des Heeres gestellt und zum Militärbefehlshaber Posen ernannt. Es folgte am 25. Oktober 1939 seine Ernennung zum Oberbefehlshaber des Grenzschutz-Abschnittskommandos Nord sowie am 5. November 1939 zum Kommandierenden General des stellvertretenden I. Armeekorps und Befehlshaber im Wehrkreis I (Königsberg). In beiden Funktionen war er bis zum 14. Mai 1940 tätig. Nach einer kurzzeitigen Versetzung in die Führerreserve war er von Juni bis 1. August 1940 Militärbefehlshaber Paris, wurde dann abermals in die Führerreserve versetzt und am 31. August desselben Jahres endgültig aus der Wehrmacht verabschiedet.
Im Juli 1945 wurde Vollard-Bockelberg durch sowjetische Truppen verhaftet und galt seither als verschollen. Das Amtsgericht Schöneberg erklärte ihn am 11. Juli 1953 rückwirkend zum 24. Juli 1945 für tot.

### Familie
Vollard-Bockelberg heiratete am 24. Oktober 1899 in Potsdam Erna von Ditfurth (1880–1966). Aus der Ehe gingen die Söhne Alfred (* 1900), Hans Karl (* 1901) und Helmut (* 1911) hervor.

## Auszeichnungen
- Eisernes Kreuz (1914) II. und I. Klasse[2]
- Ritterkreuz des Königlichen Hausordens von Hohenzollern mit Schwertern[2]
- Pour le Mérite[2] am 4. November 1917
- Preußisches Dienstauszeichnungskreuz[2]
- Bayerischer Militärverdienstorden III. Klasse mit Schwertern[2]
- Ritterkreuz I. Klasse des Albrechts-Ordens mit Schwertern und Krone[2]
- Ritterkreuz des Ordens der Württembergischen Krone mit Schwertern[2]
- Ritterkreuz I. Klasse des Ordens vom Zähringer Löwen mit Schwertern[2]
- Hessische Tapferkeitsmedaille[2]
- Mecklenburgisches Militärverdienstkreuz II. Klasse[2]
- Braunschweigisches Kriegsverdienstkreuz II. Klasse[2]
- Friedrich-August-Kreuz I. Klasse[2]
- Ritterkreuz I. Klasse des Hausordens vom Weißen Falken mit Schwertern[2]
- Ritterkreuz I. Klasse des Herzoglich Sachsen-Ernestinischen Hausordens mit Schwertern[2]
- Sachsen-Meiningisches Kreuz für Verdienste im Kriege[2]
- Reußisches Ehrenkreuz III. Klasse mit Schwertern und Krone[2]
- Hanseatenkreuz Lübeck[2]
- Ritterkreuz des Österreichisch-kaiserlichen Leopold-Ordens mit der Kriegsdekoration[2]
- Orden der Eisernen Krone III. Klasse mit der Kriegsdekoration[2]
- Österreichisches Militärverdienstkreuz III. Klasse mit der Kriegsdekoration[2]
- Silberne Imtiaz-Medaille mit Schwertern[2]
- Medschidié-Orden III. Klasse mit Schwertern[2]
- Eiserner Halbmond[2]
- Komtur des Bulgarischen Militärverdienstordens[2]
- Spange zum Eisernen Kreuz II. und I. Klasse[3]